# ダイハツ・アプローズ
アプローズ（Applause）は、ダイハツ工業がかつて生産・販売していた小型5ドアセダン。シャルマンの後継として、同社のフラグシップモデルの座を担っていた。

## 概要
1989年のジュネーヴショーにMS-X90の名で参考出品されたのち、発売。それまでこのクラスは当時の業務提携先であるトヨタ自動車と競合するため、トヨタ・カローラのプラットフォームを流用したシャルマンでまかなわれていたが、バブル景気の最中で自動車販売が好調な時期であったことから、トヨタより独自開発の許可を得ることに成功した。
ボディは一見するとオーソドックスな4ドアノッチバックセダンに見えるが、トランクとリアゲートが持ち上がるハッチバック構造（スーパーリッド）を持った5ドアセダンである。エンジンはHD型 1,589 cc直列4気筒SOHCで、EFI仕様（120 PS）と電子制御キャブレター仕様（97 PS）がある。1997年9月のマイナーチェンジ時にデスビレス化などの改良を受ける（最高出力は変わらず）。駆動方式はFFとビスカスLSD付センターデフ方式フルタイム4WDの2種類。トランスミッションは5速MTを基本に、FF車のみ4速ATも設定。
ダイハツは少ない車種で多くの顧客を取り込もうとしたが、発売直後に燃料タンクの技術的問題に起因する事故やトラブルが続出し、販売面において悪影響を及ぼすこととなった。それでもダイハツにおける数少ない登録車系のセダンモデルであったことから、マイナーチェンジを繰り返しつつ生産が続けられ、2000年にシャレードとともに日本国内での販売を終了した。11年間の総生産台数は2万2,000台。
ドイツでは、ノッチバックセダン風のハッチバック車であるボルボ・440、フィアット・クロマおよびアプローズをステーションワゴンに改造するキットを製造した企業があった。ベルギーでは輸入業者が自らこのキットによる改造を施し、「アプローズ・ブレーク」として1991年から1992年に自社の正規商品に加えていた。

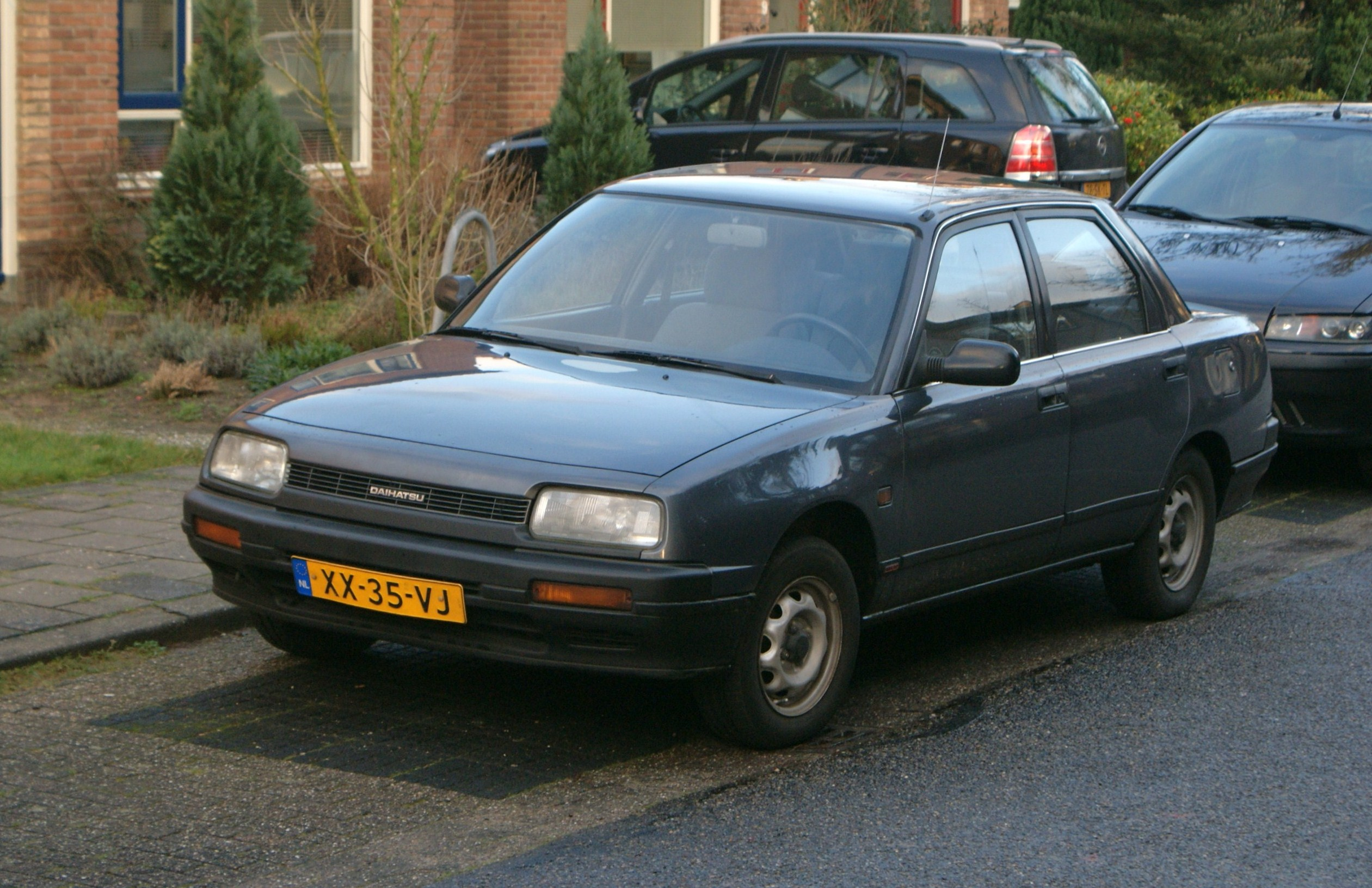
1990年型（オランダ）
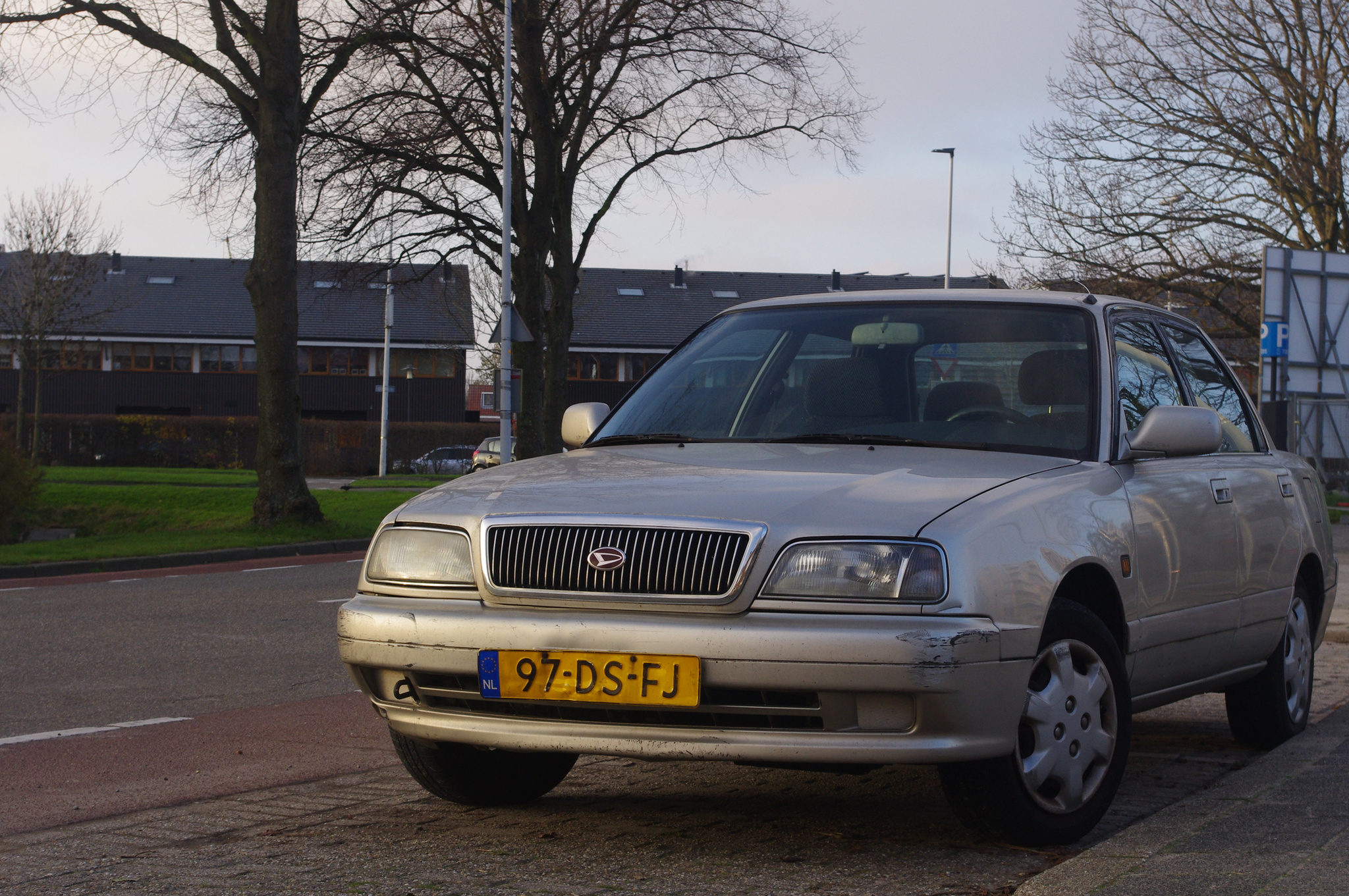
1999年型（オランダ）

## 年表
- 1989年7月27日 - 発売[3]。車両型式はFFがA101S、4WDがA111S。
- 1990年
  - 5月17日 - 特別仕様車「QR-90」を発売[4]。日本初の周波数感応式ダンパーやハイマウントストップランプ内蔵リアスポイラーなどを備えた。
  - 10月29日 - 一部改良[5]。車名を「アプローズθ（シータ）」に変更。
- 1991年5月28日 - 特別仕様車「スーパーセレクション」を発売[6]。
- 1992年7月6日 - マイナーチェンジ。ラジエターグリル、および前後バンパーの意匠変更[7]。搭載エンジンはキャブレター仕様がラインアップから廃し、全機種がEFI化される。これに伴い車名を本来の「アプローズ」に回帰する。
- 1993年8月31日 - 一部改良[8]。エアコン冷媒の新フロン化。
- 1994年4月22日 - 一部改良[9]。安全装備充実化。グリルとリアランプの小変更。Zi4WDとSiFFを廃止。Ziグレードの消滅を機に全機種がFFとなる。
- 1997年9月 - マイナーチェンジ。フロント及びリヤの外観、インテリアを大幅に変更[10]。MT機種を廃止。全車4速ATのみとなる。
- 2000年
  - 3月30日 - 受注を同月中に打ち切り、生産を中止することを発表[11]。同時にカムリのOEM供給を受けたアルティスを発表。
  - 5月 - 最後まで残った在庫分の登録を完了し販売終了。

## リコール・不正
1989年10月27日、ATとオルタネーターの不具合が見つかり、この2件のリコールを運輸省（当時）へ届け出た。この日はたまたま第28回東京モーターショーの一般公開初日であったことから、モーターショーの主催者である自動車工業振興会会長が、リコール対象車種となったことを理由に出品自粛を要請するようなコメントをし、そのことが新聞等でも報じられた。
この他に燃料タンクの空気抜きの設計にミスがあったため、給油中やタンク内の圧力が外気圧より高くなっている状態で給油口のキャップを開けた場合、逆流したガソリンが給油口から噴出する恐れがあった。1989年11月には、噴出したガソリンに引火しガソリンスタンドの従業員が火傷を負うという事故が発生し、燃料タンクと他に見つかったブレーキ系統の不具合を合わせてリコールを届け出た。その直後、走行中に出火して車が全焼するという事故も発生した。この事故を朝日新聞が報じたことが、アプローズの販売にとって致命的な打撃となった。
2023年12月に第三者委員会により公表された認証申請における不正行為に関する調査報告書によると、EFI仕様のHDエンジンが搭載されているアプローズについて、1989年4月の原動機車載出力試験で開発目標値を満たすようエンジンに対する不正加工等を、エアバッグレス仕様のアプローズについて1994年2月のフルラップ前面衝突試験で認証試験に合格するよう頭部加速度計の校正値不正操作（なお、不正操作をせずとも法規上限を超えず）をそれぞれ行っていたと認定された。

## 車名の由来
アプローズ（Applause）は、英語で「拍手喝采」の意味。モデル途中に登場したサブネームの「θ」は数価で「9」を意味し、本モデルが発売された90年代にかけている。